# جرم نفرت‌محور
جرم نفرت‌محور (به انگلیسی: Hate crime) (همچنین با عنوان یک جرم یا جنایت متعصبانه شناخته شده) جرم یا جنایتی است که محرک اولیهٔ آن تعصبات یک فرد باشد. این جرم هنگامی رخ می‌دهد که یک فرد مجرم هدف یک قربانی را به دلیل عضویت (یا عضویت درک شده) در یک گروه اجتماعی یا نژاد خاص هدف قرار می‌دهد.
نمونه‌هایی از این گروه‌ها می‌تواند شامل و تقریباً به‌طور انحصاری محدود به: جنسیت، قومیت، معلولیت، زبان، ملیت، ظاهر فیزیکی، دین، هویت جنسیتی یا گرایش جنسی باشد. اقدامات غیر جنایی که به این دلایل تحقق می‌یابند، اغلب به عنوان «حوادث تعصبی» نامیده می‌شود.
جرم نفرت عموماً به اعمال جنایتکارانه اشاره دارد که به نظر می‌رسد با تعصب در برابر یک یا چند گروه اجتماعی که در بالا ذکر شده‌است، یا با تعصب علیه مشتقات آنها، انجام شده باشد. حوادث ممکن است شامل حمله فیزیکی، صدمه به اموال، قلدری، آزار و اذیت، آزار زبانی یا توهین، جرم مادری یا دیوارنگاری تهاجمی یا نامه‌ها (نامه‌های نفرت) باشد.
قانون جرایم نفرت قانونی است که به منظور جلوگیری از خشونت‌های متعصبانه ایجاد شده‌است. قوانین جرایم نفرت با قوانین نفرت‌پراکنی متمایزند: قانون‌های جرم نفرت مجازات‌های سنگین‌تری دارند زیرا این قوانین با جرمی سروکار دارند که از پیش در قانون جرم شناخته شده اما در نفرت‌پراکنی فقط حرف‌زدن شخص را جرم می‌نامد. قوانین نفرت در بسیاری از کشورها وجود دارد. در ایالات متحده، قوانین جرایم متخلف از سوی دیوان عالی ایالات متحده آمریکا و دادگاه‌های پایین‌تر، خصوصاً در مورد حرف‌های تهدید آمیز و سایر سخنرانی‌های خشونت‌آمیز، وجود دارد اما بعضی آنها را در تعارض با متمم اول قانون اساسی ایالات متحده آمریکا و حق آزادی بیان می‌دانند، اما جنایات نفرت از طریق صدمه یا مرگ به عنوان جرم شناخته می‌شوند.

## تاریخ
استفاده از واژه «جرایم نفرتی»، در سالهای ۱۹۸۰ در آمریکا رایج گردید، اما اغلب با نگاه به گذشته این واژه در توصیف رخدادها در قبل تر از آن دوره نیز استفاده می‌شده. قبل از تخصیص دادن واژه ای برای اینگونه جرایمی که حاصل نفرت از یک شخص یا حتی یک گروه تا یک دولت، انسانها شاهد اینگونه جرایم بوده و با آن روبه رو شدند، برای نمونه می‌توان از شکنجه مسیحیان توسط رومان‌ها تا کشتار یهودیان توسط نازی‌ها یاد کرد. بخش عمده ای از تعریف جرم به عنوان یک جرم نفرتی این است که در عواقب آن جرم به شکلی مشهود باعث ستم دیدن یک گروه می‌گردد.

## تأثیرات روانشناسی
جرایم نفرتی می‌تواند شامل محدوده گسترده و چشمگیری از پیامدها باشد که نه تنها قربانیان را، بلکه دیگر افراد را نیز درگیر می‌کند.

## اتحادیه اروپا
از سال ۲۰۰۲، با تصحیح لایحه کنوانسیون جرایم سایبری، اتحادیه اروپا به تک تک کشورها حکم داد که افرادی را که در اینترنت سخنرانی‌های نفرتی انجام می‌دهند را مجازات نمایند.

## ارمنستان
ارمنستان دارای دادگاهی کیفر است که جرایمی که وابسته به نژاد، نژادپرستی، انگیزه‌های مذهبی هستند را بررسی و مجازات می‌کند.

## بلاروس
بلاروس دارای دادگاهی کیفری است که جرایمی که با انگیزه‌های نژادپرستانه، ملیتی، و مذهب هراسی و نفاق رخ می‌دهد را بررس و مجازات می‌کند.

## هند
هند هیچ قانون خاصی برای کنترل جرایم نفرتی، به استثنای سخنرانی نفرت انگیز که در تحت کنترل ماده کیفری می‌باشد، ندارد.

## ایرلند
ممنوعیت تحریک در قانون نفرت ۱۹۸۹ باعث می‌شود که تحریک کردن افراد به نفرت از گروه یا فردی به علت نژاد، رنگ پوست، مذهب، گرایش‌های جنسی، ملیت یا عضویت در گروه یا انجمنی، تخلف محسوب گردد.
ایرلند به شکل اصولی داده‌های جرایم نفرتی را جمع‌آوری نمی‌کند.

## ایتالیا
طبق قانون شماره ۲۰۵/۱۹۹۳، در بخش ۳ از قوانین جنایی ایتالیا، به نام قانون منسینو، حاوی مقرراتی است که مجازات کیفری را برای تمامی جنایاتی که به خاطر غرض ورزی بر اساس نژاد، جنسیت، نژاد، ملیت یا مذهب ایجاد شده‌است را تشدید می‌کند.

## اسپانیا
طبق ماده ۲2(4) قانون کیفری اسپانیا، تمامی جنایاتی که بر پایه غرض ورزی نسبت به ایدئولوژی، اعتقادات، مذهب، نژاد، قومیت، ملیت، جنسیت، گرایش‌های جنسی، بیماری یا ناتوانی هاای جسمی یا ذهنی قربانی باشد، جرم محسوب شده و شخصی که جرم را مرتکب شده، مجازات خواهد شد.
در ۱۴ ماه مه ۲۰۱۹، دادستان کل اسپانیا دستورالعملی را منتشر نمود که در آن تفسیرهایی از قوانین جرایم نفرتی ذکر شده بود. در تفسیر جدید از نازی‌ها به عنوان جمعی یاد شد که می‌توانند تحت این قانون محافظت شوند.

## سوئد
در ماده ۲۹ قوانین کیفری کشور سوئد، تمامی جنایاتی که بر پایه غرض ورزی نسبت به نژاد، رنگ پوست، ملیت، اقلیت، گرایش‌های جنسی، مذهب، یا دیگر موقعیت‌های مشابه باشد، جرم محسوب شده و شخصی که جرم را مرتکب شده، مجازات خواهد شد.